# Eutomopepla peribleptaria
Eutomopepla peribleptaria là một loài bướm đêm trong họ Geometridae. được Dyar mô tả khoa học vào năm 1912.